# Medaille für Verdienste in der Volkskontrolle der Deutschen Demokratischen Republik

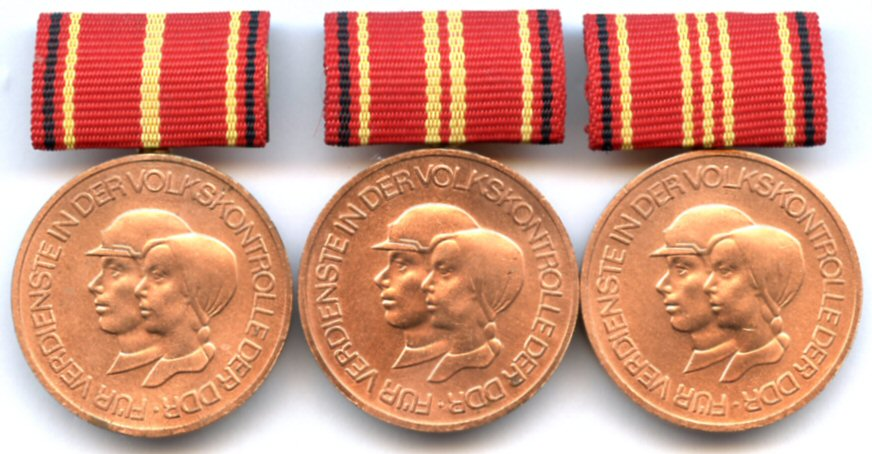

Die Medaille für Verdienste in der Volkskontrolle der Deutschen Demokratischen Republik war eine staatliche Auszeichnung  der Deutschen Demokratischen Republik (DDR), welche in Form einer tragbaren Medaille verliehen wurde.

## Geschichte
Die Medaille wurde am 12. Februar 1973 in einer Stufe noch unter der Bezeichnung Ehrennadel gestiftet. 1978 erhielt sie dann die neue Bezeichnung Medaille. Ihre Verleihung erfolgte für langjährige vorbildliche Arbeit in der Volkskontrolle der DDR sowie für hervorragende Ergebnisse bei der Kontrolle der Durchführung der Beschlüsse der SED und der Regierung der DDR. Ferner auch für besondere persönliche Leistungen bei der Entwicklung der Volkskontrolle.

## Neufassung der Ordnung
Am 9. September 1987 erfolgte mit Wirkung zum 1. Januar 1988 eine Neufassung der Ordnung über die Verleihung der Medaille für Verdienste in der Volkskontrolle der Deutschen Demokratischen Republik. Demnach konnte die Medaille für beständige vorbildliche Arbeit und besondere Leistungen bei der weiteren Entfaltung und Vervollkommnung der Volkskontrolle der DDR in drei Stufen, Bronze, Silber und Gold verliehen werden, wobei Stufe I in Gold die höchste war.

## Verleihungsberechtigter Personenkreis
Die Medaille konnte an ehrenamtliche und hauptamtliche Mitarbeiter der Organe der Arbeiter-und-Bauern-Inspektionen der DDR sowie an Bürger der DDR, die an der Ausübung der Volkskontrolle in der genannten Inspektion mitgewirkt hatten, verliehen werden. Dabei konnte die gleiche Stufe nur einmal verliehen werden, wobei die bisherigen verliehenen Medaillen der Stufe III (in Bronze) gleichzusetzen waren. Mit der Verleihung der Medaille, die im Übrigen durch den Vorsitzenden des Komitees der Arbeiter-und-Bauern-Inspektionen der DDR oder eines Delegierten anlässlich des 1. Mai alljährlich stattfand, gehörte eine Urkunde sowie eine Prämie die für die III. Stufe in Bronze 200, für die II. Stufe in Silber 500 und für die I. Stufe in Gold 500 Mark betrug. Jährlich war die Verleihung von 3500 Bronzenen Medaillen, 1000 Silbernen und 500 Goldenen Medaillen möglich.

## Vorschlageberechtigung
Die Vorschlageberechtigung, welche zur Verleihung der Medaille führen sollte, oblag den leitenden Organen der SED, den Mitgliedern des Komitees der Arbeiter- und Bauern-Inspektionen der DDR sowie den Vorsitzenden der Bezirkskomitees der Arbeiter-und-Bauern-Inspektionen. Die letztendliche Entscheidung traf aber der Vorsitzende des Komitees der Arbeiter-und-Bauern-Inspektion der DDR.

## Aussehen und Tragweise
Die Ehrennadel, später Medaille mit einem Durchmesser von 30 mm zeigt auf ihrem Avers mittig zwei stilisierte erhaben geprägte Köpfe, wobei der Vordere der einer Frau mit Kopftuch und der Hintere ein Mann mit Schutzhelm ist. Umschlossen wird diese Symbolik von einem Schriftzug mit der Umschrift: FÜR VERDIENSTE IN DER VOLKSKONTROLLE DER DDR die den gesamten Kreisumfang einnimmt. Das Revers der Ehrennadel, später Medaille ist leer und gekörnt. Zunächst noch an einer rot lackierten trapezförmigen Spange an der linken oberen Brustseite getragen, änderte sich die Spange mit der Umbenennung in Medaille erheblich. Von 1978 war die Spange rechteckig, 25 × 11,5 mm groß und mit rotem Stoff bezogen. Auf ihm waren zwei senkrechte 2,5 mm breite schwarz-rot-goldene Mittelstreifen eingewebt, die 5 mm vom Saum entfernt zu sehen waren. Ab 1988 waren zusätzlich je nach verliehener Stufe zusätzlich bis zu drei gelbe senkrechte Mittelstreifen eingewebt. Eine Interimsspange der ersten Tragespange gab es nicht, erst mit Einführung der neuen Stoffspange entsprach diese auch dem Ordensband.